# Antonín Tučapský
Antonín Tučapský (Opatovice u Vyškova, Moravië, 27 maart 1928 - Frimley (Sussex), 9 september 2014) was een Tsjechische componist, muziekpedagoog en dirigent.

## Biografie
Tučapský studeerde eerst pedagogiek aan het leraren college in Valašské Meziříčí. Aansluitend studeerde hij muziekpedagogiek en musicologie aan de pedagogische faculteit van de Masaryk Universiteit in Brno en aan de Janáčkova akademie múzických umění v Brně, (JAMU), Brno. Van 1964 tot 1972 was hij dirigent van het Moraavse Vrouwenkoor. Aansluitend was hij medewerker bij de Tsjechische Omroep. 
Na aanvaringen met de communistische partij emigreerde hij in 1975 naar Londen, waar hij als professor voor compositie aan het Trinity College of Music, in Londen werkzaam is. Hij is lid van de Royal Society of Musicians. 
In 1996 werd hij als eredoctor van de Universiteit Brno onderscheiden. In 1998, op zijn 70e verjaardag, werd hij ereburger van Vyškov, Tsjechië.
Als componist schrijft hij in een tonale stijl, maar het is lastig om hem in een van de bekende compositie-stijlen te rangschikken. Hij schreef meer dan 300 werken.

## Composities

### Werken voor orkest
- 1971 Vietnamská balada, melodramatisch fresco, quasi een cantate voor orkest
- 1973 Muzikantské dostaveníčko-Divertimento, voor kamerorkest
- 1973 Partita semplice, voor strijkorkest
- 1993 Concert, voor viool en orkest
- 1996 Concert, voor altviool en orkest
- 1999 Concert, voor klarinet en orkest
- Floreat patria, mars
- Stabat Mater

### Werken voor harmonieorkest
- 1976 Adieu
- 1979 Moravská polka
- 1997 Suite-Caprice uit de opera "The Undertaker", voor groot harmonieorkest

### Missen, cantates en gewijde muziek
- 1969 Svatý Václave (Heilige Vaclav), voor gemengd koor
- 1994 La Grande Porte de Théleme, cantate voor 2 hobo's, althobo, 2 fagotten en kinderkoor
- 1995 Missa de Angelis, voor vrouwen- of kinderkoor
- 1999 Moje matka, cantate voor sopraan, alt, tenor, bas, harp en orgel - tekst: Otokara Březiny
- 1999 Te Deum Laudamus, cantate voor gemengd koor, orkest en orgel
- 2000 Missa serena, voor sopraan, bariton, gemengd koor en orkest
- Comoedia, cantate voor solisten gen gemengd koor
- Kohelet, cantate voor sopraan, gemengd koor en orgel
- Missa brevis, voor gemengd koor en twee koperblazers
- The Sacrifice, cantate voor bariton, gemengd koor en orgel
- The Time of Christmas, cyclus van 7 kerstliederen voor gemengd koor

### Toneelwerken
- 1988 The Undertaker (Станционный смотритель), opera  - libretto: naar Aleksandr Sergejevitsj Poesjkin uit de 5 korte verhalen naar Verhalen van wijlen Ivan Petrovitsj Belkin

### Werken voor koor
- 1977 Five Lenten Motets, voor gemengd koor
- 1994 Bouquet, zes koorliederen voor gemengd koor en vier gitaren
- 1994 Invokace Svatý Jan Sarkander, voor gemengd koor en orgel
- 1995 Amo Ergo Sum, voor vrouwen of kinderkoor en orgel
- 1998 Tři žalmy (Drie Psalmen), voor gemengd koor
- 2000 Mary Magdalene, voor sopraan, gemengd koor en orkest
- 2000 Pět žalmů (vijf psalmen), voor gemengd koor
- 2001 Dvě pohádky a ještě něco!, cyclus voor kinderkoor en vier klarinetten - tekst: Jana Skácela
- 6 slezských písní - (zes marsliederen), voor vrouwen- of kinderkoor, viool en piano
- In Honorem Vitae, vijf madrigalen voor gemengd koor - tekst: Horatius
- In honorem vitae, cyclus van drie gemengde koren
- Laudus, voor gemengd koor - tekst: W.H.Auden
- Let the Peoples Praise Thee, voor gemengd koor
- Milostivé léto, voor gemengd koor
- Návrat, voor gemengd koor
- O Captain, My Captain, voor mannenkoor
- Poselství J. A. Komenského k národu, voor gemengd koor
- Vánoční koledy, voor solozang (kinder- of vrouwenstemmen), gemengd koor, piano en orgel
- Veni sancte Spiritus, voor gemengd koor
- Živ buď, národe!, kerstlied voor gemengd koor

### Vocale muziek
- 1973 Hrajky hrají, duo voor kinderstemmen solo, koor en piani (vierhandig) - tekst: Lydie Romanské
- 1996 Moravské ritornely, voor twee sopranen, vocaalkwartet en gemengd koor
- 1996 Závoj noci, voor mezzosopraan en piano
- Dreams, voor 5 solo-zangers, kamerkoor en kamerorkest
- Hle, jak nádherné, voor bariton, piano, klarinet en twee pro baryton, klavír, klarinet
- Od stmívání do úsvitu, 5 liederen voor tenor, fluit, basklarinet en piano - tekst: Ivo Štuky
- On je vše, lied voor bariton, twee klarinetten en piano
- Three Burns´ songs, voor sopraan en piano

### Kamermuziek
- 1984 Mini-Trio, voor viool, cello en piano
- 1989 Duo concertante, voor viool en gitaar
- 1993 Strijkkwartet in A
- 1995 Divertimento, voor hobo, klarinet en fagot
- 1995 Suita, voor fluit, altviool en basklarinet
- 1996 Eklogy, voor viool, cello en piano
- 1997 Oboe-Quintet, voor hobo, viool, altviool, cello en piano
- 1998 Colloquium, voor vier contrabassen
- 2002 Sonata, voor altviool en piano
- 5 drobných kusů, voor viool en piano
- Arabeska, voor viool en piano
- Due pezzi, voor viool, fagot en piano
- Four Dialogues, voor klarinet en piano
- Meditation, naar een oud-Tsjechische koraal voor cello solo
- Oboe-suite, voor hobo en piano
- Pocket Music, voor blazerskwintet
- Sonata, voor fluit en piano
- Sonata, voor viool

### Werken voor piano
- 1993 Toccata e Canzona, voor piano en orgel
- Fantasia quasi una sonata

### Werken voor gitaar
- Bagatelles
- Soliloquies, vier concerten voor gitaar
- Sonata

## Publicaties
- Antonín Tučapský: Janáček's Male-Voice Choral Works and Their Interpretational Tradition, 1971